# Antropología económica
La antropología económica es un campo de estudio interdisciplinario entre las ciencias económicas y la antropología. En sus comienzos propuso un ajuste entre los datos proporcionados por la etnografía y las categorías del análisis económico, particularmente en torno a la construcción del sujeto económico. De esta manera la economía aporta conceptos y modelos (teoría) y la antropología estudios de campo (contraste empírico). Sus orígenes como campo comenzaron a principios del siglo XX con el trabajo de los antropólogos Bronislaw Malinowski y Marcel Mauss sobre la naturaleza de la reciprocidad como alternativa al intercambio de mercado. En su mayor parte, los estudios de antropología económica se centran en el intercambio desde el aspecto sociocultural.
Después de la Segunda Guerra Mundial, la antropología económica estuvo fuertemente influida por el «debate entre formalistas y sustantivistas». Apoyándose en el trabajo del historiador económico Karl Polanyi, los antropólogos argumentaron que el verdadero intercambio de mercado se limitaba a un número restringido de sociedades industriales occidentales. La aplicación de la teoría económica "formalista" a sociedades no industriales era un error, sostenían. En las sociedades no industriales, el intercambio estaba "incrustado" en instituciones ajenas al mercado como el parentesco, la religión y la política (una idea de Mauss). Polanyi llamó a este enfoque "sustantivista".
A medida que la globalización ha continuado y la división entre "economías de mercado" y "economías tradicionales" se ha vuelto menos sostenible, los antropólogos han comenzado a estudiar las relaciones de intercambio dentro de las economías de mercado.

## La reciprocidad y el don

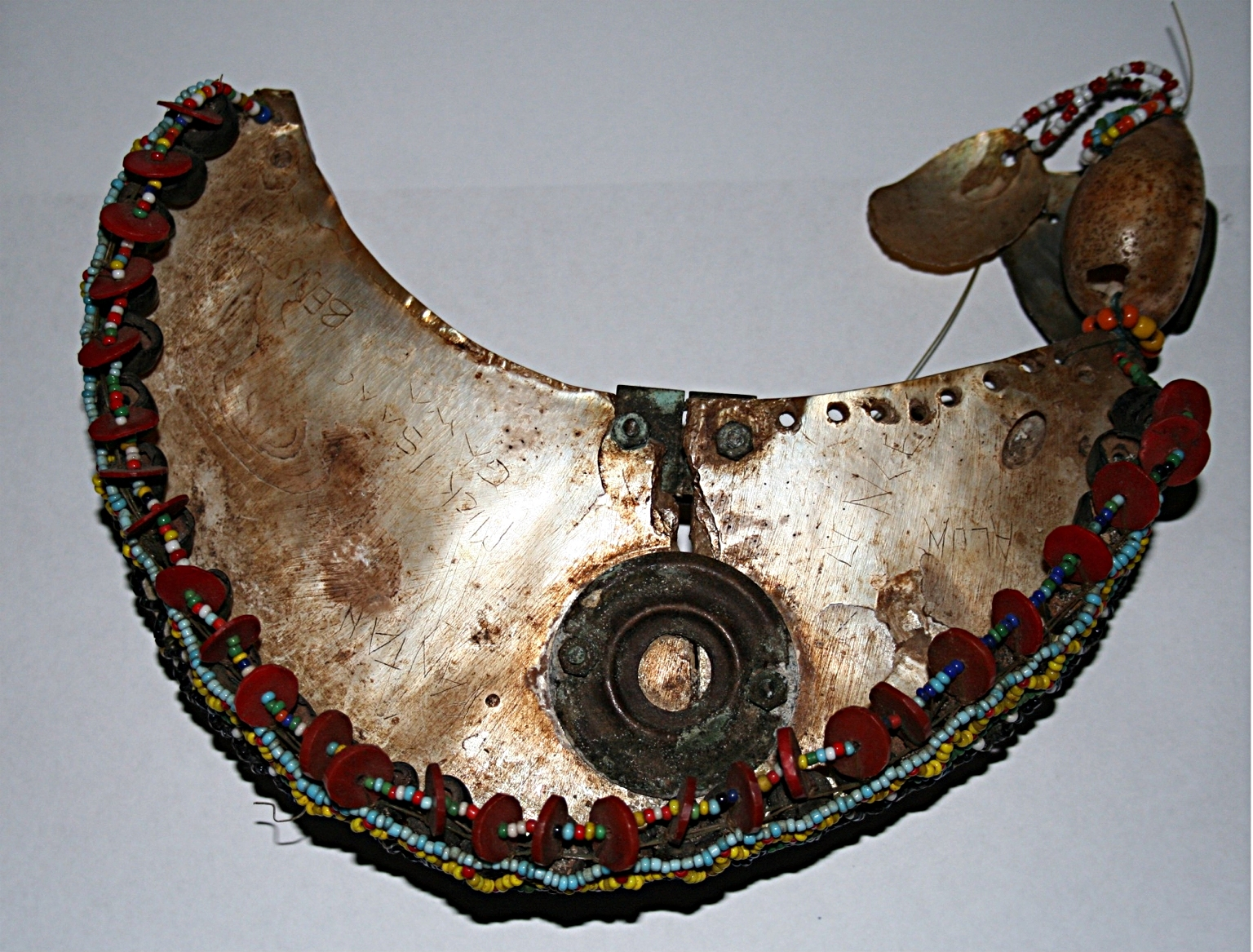
Pulsera kula de la isla de Nabwageta, Papúa Nueva Guinea.

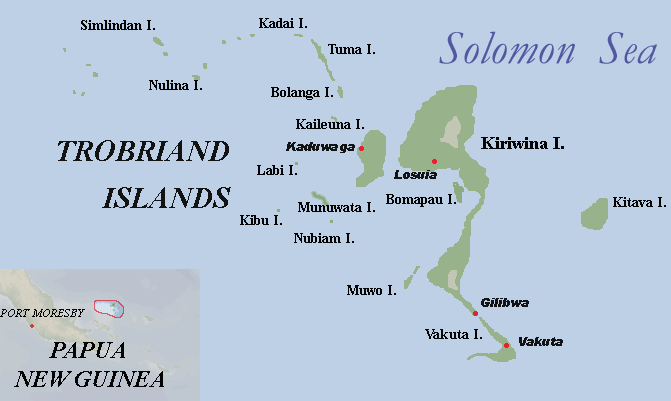
Mapa de las Islas Trobriand.

### Malinowski y Mauss: debate sobre el intercambio kula
La obra de Bronislaw Malinowski, Los argonautas del pacífico occidental (1922), plantea la pregunta: "¿por qué los hombres arriesgarían su vida y extremidades para viajar a través de enormes extensiones de océano y regalar lo que parecen ser baratijas sin valor?" Tras rastrear cuidadosamente la red de intercambios de pulseras y collares en las islas Trobriand, Malinowski estableció que eran parte de un sistema de intercambio, el Kula. Afirmó que este sistema de intercambio estaba claramente vinculado a la autoridad política.
A partir de la década de 1920, la investigación de Malinowski se convirtió en tema de debate con el antropólogo francés Marcel Mauss, autor de Ensayo sobre el don (Essai sur le don, 1925). En contraste con Mauss, Malinowski enfatizó el intercambio de bienes entre individuos y sus motivos no altruistas para dar: esperaban un retorno de igual o mayor valor. En otras palabras, la reciprocidad es una forma implícita de intercambio; no se da un "don" sin esperar reciprocidad.
Sin embargo, Mauss postuló que los obsequios no eran meramente entre individuos, sino entre representaciones de colectividades más amplias. Estos obsequios eran, haciendo referencia a Émile Durkheim, un «hecho social total» que, como las joyas de la Corona, encarnaban la reputación, la historia y la identidad de un "grupo de parentesco empresarial". Dado lo que estaba en juego, Mauss preguntó: "¿Por qué alguien los regalaría?" Su respuesta fue un concepto enigmático, hau, o "el espíritu del don". De acuerdo con Jonathan Parry, parte del debate en torno al don se debió a una mala traducción de la obra de Mauss, quien parecía argumentar que se da un obsequio a cambio para mantener viva la relación entre los donantes; y el no devolver un regalo termina la promesa de regalos futuros. Parry ha mostrado que Mauss estaba argumentando que el concepto de "regalo puro" otorgado de manera altruista solo surge en sociedades con una ideología de mercado bien desarrollada.

### Dones y mercancías
La ambigüedad en torno al "el espíritu del don" de Mauss llevó a algunos antropólogos a contrastar las "economías del don" con las "economías de mercado". El antropólogo Marshall Sahlins identificó tres tipos principales de reciprocidad en su libro Economía de la edad de piedra (1972). El don o reciprocidad generalizada es el intercambio de bienes y servicios sin realizar un seguimiento de su valor exacto, pero a menudo con la expectativa de que su valor se equilibre con el tiempo. La reciprocidad equilibrada o simétrica ocurre cuando alguien da a otra persona esperando un retorno justo y tangible, en una cantidad, tiempo y lugar específicos. La reciprocidad negativa o de mercado es el intercambio de bienes y servicios donde cada parte tiene la intención externada de beneficiarse del intercambio, en ocasiones a expensas de la otra. Las economías del don, o reciprocidad generalizada, tienden a ocurrir dentro de grupos de parentesco muy unidos, y cuanto más distante es la otra parte, más desequilibrado o negativo se vuelve el intercambio.
Esta oposición fue expresada por Chris Gregory en su libro de 1982 Gifts and Commodities. Gregory argumentó que: "El intercambio de mercancías es un intercambio de objetos alienables entre personas que se encuentran en un estado de independencia recíproca que establece una relación cuantitativa entre los objetos intercambiados (…) El intercambio de dones es un intercambio de objetos inalienables entre personas que se encuentran en un estado de dependencia recíproca que establece una relación cualitativa entre los transactores".
| Intercambio de mercancías | Intercambio de dones |
| ------------------------- | -------------------- |
| Intercambio inmediato     | Intercambio diferido |
| Bienes alienable          | Bienes inalienables  |
| Actores independientes    | Actores dependientes |
| Relación cuantitativa     | Relación cualitativa |
| Entre bienes              | Entre personas       |

Otros antropólogos, sin embargo, rechazaron ver estas diferentes "esferas de intercambio" como polos opuestos. Marilyn Strathern, escribiendo sobre un área similar en Papúa Nueva Guinea, desestimó la utilidad de este contraste en The Gender of the Gift (1988).

### Esferas de intercambio
La relación de los sistemas de intercambio de mercado con intercambio del dones supuso una fuente de debates entre antropólogos durante la segunda mitad del siglo XX. Paul Bohannan argumentó que los tiv de Nigeria tenían tres "esferas de intercambio", y que solo podían intercambiarse ciertos bienes dentro de cada esfera; cada esfera tenía su propia forma de dinero. De manera similar, el modelo de "economía dual" de Clifford Geertz en Indonesia y el modelo de "economía moral" de James C. Scott formularon como hipótesis diferentes esferas de intercambio emergentes en sociedades recién integradas al mercado; ambos plantearon la existencia de una esfera de intercambio "tradicional" ordenada culturalmente y resistente a la mercantilización. Esta idea fue retomada por Jonathan Parry y Maurice Bloch, quienes argumentaron en Money and the Morality of Exchange (1989) que el "orden transaccional" a través del cual tiene lugar la reproducción social de la familia a largo plazo debe preservarse como algo separado del relaciones de mercado a corto plazo.

## La antropología económica como campo específico

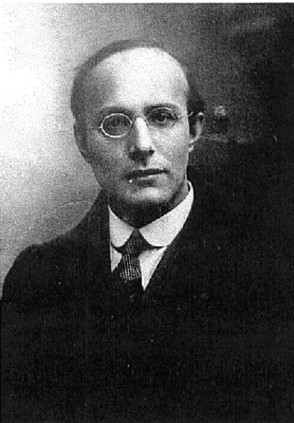
La obra de Karl Polanyi contribuyó a definir el objeto de estudio de la antropología económica.

Hacia comienzos de la década de 1960 se originó un extenso y a veces intrincado debate entre los antropólogos economistas. Dicho debate giró en torno a dos problemáticas principales.
- Una relacionada con la viabilidad o no del uso de los conceptos y categorías de las ciencias económicas para el estudio de las “sociedades primitivas”, lo que nos remonta a la problemática entre universalismo y particularismo en la teoría antropológica en general

- Otra referente a la definición o bien la delimitación de “lo económico”, cuestionando la existencia o no de adscripciones a teorías económicas distintivas y también a formas alternativas de abordar la cuestión de la “racionalidad económica”.

Se trata de la contradicción entre la teoría y la experiencia (empirismo), que se suponía era el centro del problema, fue resuelta por los sustantivistas mediante una adscripción al relativismo cultural, es decir proponiendo la inaplicabilidad de la teoría económica en situaciones donde no encontrásemos mercados y precios. En cambio, los autores formalistas en muchos casos apelaron al universalismo, a la universalidad de la conducta economizante como objeto de estudio. 
La oposición entre las posturas sustantivistas y formalistas fue propuesta por Karl Polanyi en su obra La gran transformación (1944). Argumentó que el término "economía" tiene dos significados: el significado formal se refiere a la economía como la lógica de la acción racional y la toma de decisiones, como la elección racional entre los usos alternativos de medios escasos. El segundo significado sustantivo, sin embargo, no presupone ni una toma de decisiones racional ni condiciones de escasez. Simplemente se refiere al estudio de cómo los seres humanos se ganan la vida a partir de su entorno social y natural.

## Paleoeconomía o Arqueoeconomía
La Paleoeconomía o Arqueoeconomía estudia los cambios que se producen en las sociedades en la economía, desde las primeras agrupaciones de humanos hasta las actuales, a través de restos materiales dispersos en la geografía y conservados a través del tiempo.
Oded Galor, investigador de la Universidad Brown, fundador de la Teoría del crecimiento unificado (recopilado en su libro "Unified Growth Theory" [2011]), publicaba su libro "The Journey of Humanity: The Origins of Wealth and Inequality" en 2022 (publicada en español en el mismo año como "El viaje de la humanidad: El big bang de las civilizaciones: el misterio del crecimiento y la desigualdad", explicando las transformaciones de la sociedad desde nuestros orígenes hasta la civilización moderna, indagando empíricamente en la relación del crecimiento económico y la desigualdad.
Gregory K. Dow y Clyde G. Reed, investigadores de la Universidad Simon Fraser, publicaron en marzo de 2023 su libro "Prehistoria económica: Seis transiciones que moldearon el mundo" (Economic Prehistory: Six Transitions That Shaped The World, 2023), utilizan la lógica  económica y las evidencias arqueológicas para explicarla transformación radical de la sociedad humana de 15,000 años atrás a una con ciudades-estados y cómo estos acontecimientos finalmente dieron lugar a la civilización global contemporánea. Samuel Bowles y Amy Bogaard, publican el paper "Can Marshall plus Malthus Explain the Evolution of Ancient Societies? A Review of Economic Prehistory by Dow and Reed" (2024) donde expone como explicar estos fenómenos abordados por Dow y Reed (2023) se pueden explicar más apropiadamente al enfoque marshalliano empleado, con Teoría evolutiva de juegos.
Ola Olsson denomina a este campo como Paleoeconomía, investigador de la en:University of Gothenburg, en su libro "Paleoeconomics: Climate Change and Economic Development in Prehistory" (2024), definido como el estudio de la economía de la prehistoria. Estudiando la cronología de los comienzos de la economía (el desarrollo económico desde sus orígenes, la época de la caza y la recolección), la evolución de las normas sociales, la colonización de los continentes desconocidos, el desarrollo de la tecnología temprana y la transición a la producción agrícola de alimento.
Periodos históricos
- Economía de la Edad de piedra.[22][23]
- Economía de la Edad de bronce.[24]
  - Economía de la Edad del bronce septentrional.[25]
- Economía de la Edad oscura.[26]
- Economía de la Edad media.[27]
- Economía de la Edad premoderna.[28]
- Economía de la Edad moderna.[29]

Orientaciones por estudio de las civilizaciones
- Economía de civilizaciones precolombinas.
  - Economía de civilizaciones norteamericanas.[30]
  - Economía de civilizaciones mesoamericanas.
    - Economía de la civilización maya (Wiki en inglés).[31][32]
    - Economía de la civilización azteca.[33][34]

  - Economía de civilizaciones sudamericanas.
    - Economía del Imperio Inca.(Wiki en inglés)[35]
- Economía de la Antigua Roma.[36][37][38][39][40][41][42]
  - Economía de la Antigua Roma en la Hispania romana.[43]

Otras orientaciones de estudio
- Paleoeconomía computacional.[44]
- Paleoeconomía geográfica.[45]
- Paleoeconomía organizacional.[46]
- Arqueología de botánica económica.[47]
- Arqueología de la caza masiva.[48]
- Arqueología de las diferencias de riqueza.[49]
- Arqueología monetaria.[50]

## Antropología económica y materialismo histórico
Paralelamente a las discusiones entre formalistas y sustantivistas, autores que fundaban sus análisis en la tradición marxista incursionaron en la formulación de las posibilidades y límites de una antropología económica. Quizá el autor más influyente en esta corriente de pensamiento es Maurice Godelier quien además sistematizó, desde el materialismo histórico una crítica a ambas corrientes. Con el objeto de desarrollar una perspectiva superadora del empirismo, Godelier propondrá que la lógica interna y el lazo necesario entre formas de producción y distribución de los bienes materiales no se revelan directamente sobre el terreno, sino que deben ser reconstruidas teóricamente, y además para que un sistema se reproduzca es necesario que el modo de distribución de los bienes corresponda a su modo de producción. De acuerdo con Marx, a un modo de producción determinado corresponden estructuras sociales determinadas y un modo de articulación específica de esas diversas estructuras. Este es un intento del autor de extraer los conceptos y categorías fundamentales que conformarían, desde aquellas obras clásicas de Marx, la “ciencia” del materialismo histórico.
Desde esta construcción del materialismo histórico, el objetivo de la antropología económica es el estudio de la causalidad estructural entre la economía y otras instancias de la vida social, estudiada a partir de la definición de los “sistemas económicos” como modos de producción y reconociéndolos en aquellas sociedades no industriales. De acuerdo con Godelier la antropología es también, para esta construcción del materialismo histórico, una disciplina que estudia aquellas sociedades donde el modo de producción capitalista no se encuentra, o lo hace en tanto hecho externo, y por tanto sus consecuencias no constituyen en sí el objeto de investigación. 